# بورانا أورومو

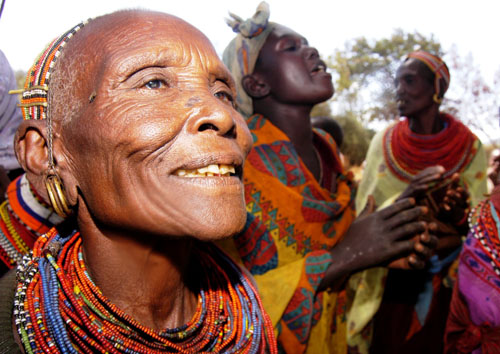
نساء بورانا

بورانا أورومو إحدى الطائفتين الكبيرتين من قوم الأوروميين. ويعيشون في منطقة بورينا في منطقة أوروميا في إثيوبيا ومنطقة الحدود الشمالية شمال كينيا. ويتحدثون بلغة الأورومو. ومعروف أنهم قد لا يسمون أولادهم حتى بلوغهم ثلاث سنين.